# آقچه‌داش، قسطمونی
آقچه‌داش (به ترکی استانبولی: Akçataş) یک منطقهٔ مسکونی در ترکیه است که در قسطمونی واقع شده‌است.